# Ondřej Cikán

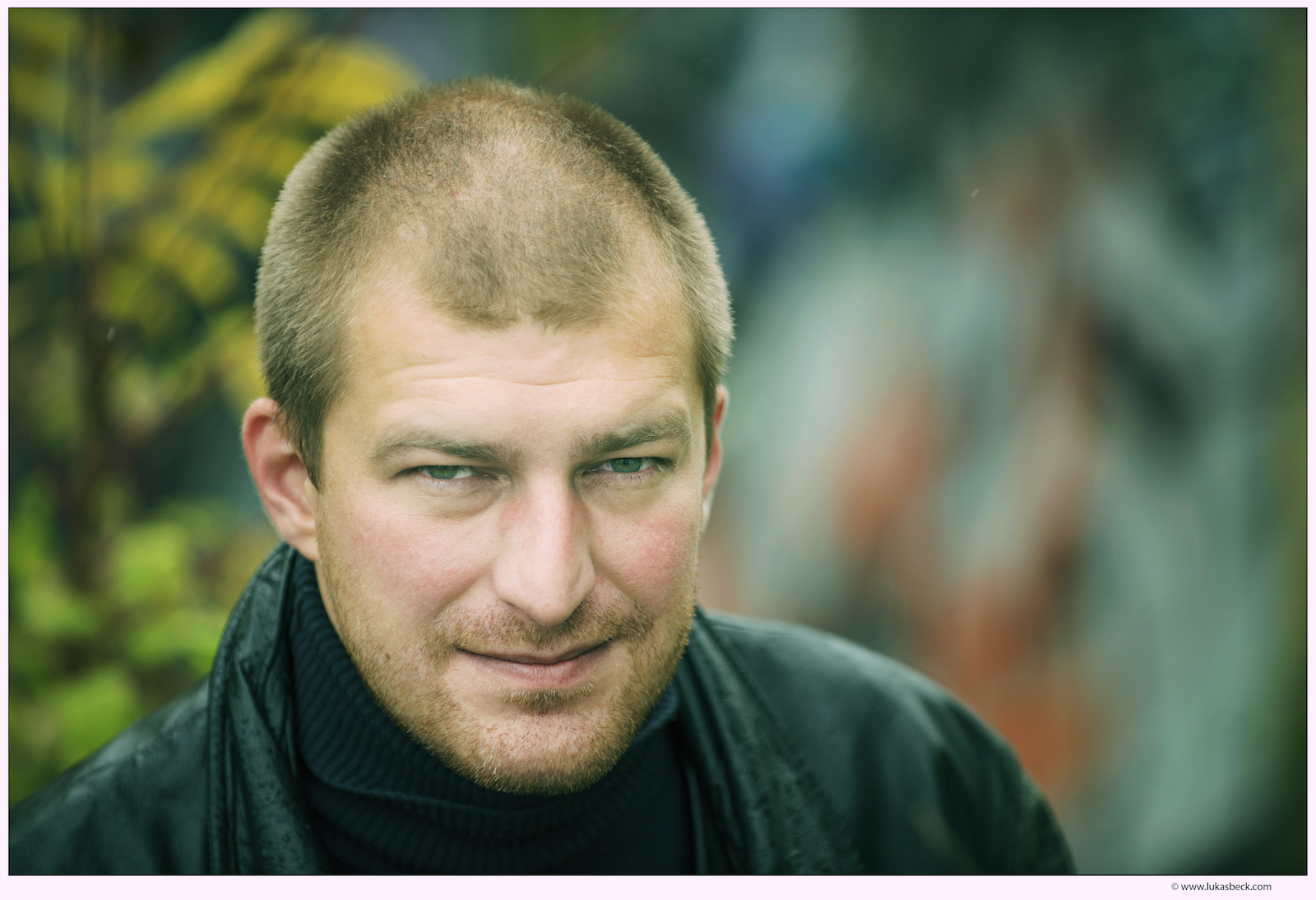
Ondřej Cikán

Ondřej Cikán (* 20. Juni 1985 in Prag) ist ein österreichisch-tschechischer Autor, Filmregisseur, Verleger und Übersetzer aus dem Tschechischen und Altgriechischen.

## Leben
Ondřej Cikán lebt seit 1991 in Wien. 2013 schloss er das Master-Studium der Gräzistik ab und begann mit der Dissertation über den byzantinischen Roman bei Claudia Rapp und Carolina Cupane am Institut für Byzantinistik und Neogräzistik der Universität Wien.
2000 wurde sein erstes Theaterstück Tragödieninsel in der damaligen Spielbar des Wiener Volkstheaters aufgeführt. 2002 gründete er gemeinsam mit Anatol Vitouch die Literatur- und Theatergruppe Die Gruppe, aus der der Verein zur Unterstützung märchenhaften Theaters entstand. Seitdem absolvierte Cikán zahlreiche Lesungen, Theateraufführungen und Publikationen u. a. mit Der Gruppe. 2009 nahm er an der Finalrunde des Berliner Open-Mike-Literaturwettbewerbs teil. 2018 gründete er im Rahmen des Vereins zur Unterstützung märchenhaften Theaters den auf poetische Übersetzungen spezialisierten Verlag Kētos.

## Zum Werk

### Autor
Seine Texte sind nach eigener Aussage durch den Surrealismus und den tschechischen Poetismus beeinflusst. Gemeinsam mit Anatol Vitouch rief Cikán den Musismus aus, der auch von Idealen der altgriechischen Dichtung inspiriert ist und den Stellenwert des Übersetzens hervorhebt: „Poesie ist Musendienst. Musendienst ist Übersetzung.“
Sein Roman Menandros und Thaïs orientiert sich an „altgriechischen Schundromanen“. Der Aufbau ähnelt am ehesten den Romanen Ephesiaka von Xenophon von Ephesos und Chaireas und Kallirhoë von Chariton, jedoch ist Cikáns Roman um zusätzliche Ebenen bereichert, unter anderem um eine Handlung in der heutigen Gegenwart. Das Werk ist unter dem Titel Menandros & Thaïs abendfüllend verfilmt worden (Regie: Antonín Šilar, Ondřej Cikán).
Mit dem Kurzepos Prinz Aberjaja baute Cikán das tschechische Märchen Princ Bajaja von Božena Němcová aus und brachte es in Versform. Ferner ist das Kurzepos auch von dem Film Prinz Bajaja von Antonín Kachlík inspiriert. Eine Szene aus Prinz Aberjaja wurde zum gleichnamigen Kurzfilm mit Paula Beer in der Hauptrolle verarbeitet (Regie: Anatol Vitouch, Ondřej Cikán).
Der Band Mein Liebling ist Gewölk enthält neben Liebesgedichten auch zwei „Mikroromane“, die jeweils H.C. Artmann und Wolfgang Bauer gewidmet sind.
Cikán schreibt vor allem auf Deutsch, aber auch auf Tschechisch. Sein erster tschechischer Gedichtband erschien 2019.

### Übersetzer und Herausgeber
Ondřej Cikán übersetzt vor allem aus dem Tschechischen ins Deutsche, aber auch in umgekehrter Richtung. Außerdem übersetzt er aus dem Altgriechischen in beide Sprachen sowie vereinzelt aus dem Lateinischen, Französischen und Armenischen. Auffällig an Cikáns Poesie-Übersetzungen ist, dass er den formalen Aspekt (Metrum, Reim, Assonanzen) als untrennbaren Bestandteil des Inhalts ansieht. In seinen Nachwörtern widmet er sich diesem Thema meist ausführlich.
Neben moderner tschechischer Dichtung widmet sich Cikán insbesondere den Klassikern. Am bekanntesten ist wohl seine Neuübersetzung des romantischen Epos Mai von Karel Hynek Mácha, die bereits zwei Auflagen erfuhr (2012 und 2020).
Außerdem besorgte er Erstübersetzungen von Lyriksammlungen der Symbolisten Otokar Březina und Karel Hlaváček. Vom Surrealisten und Poetisten Vítězslav Nezval übersetzte er neben Gedichten auch den Roman Valerie und die Woche der Wunder. Aus der Gegenwart übersetzte er etwa Gedichte von J.H. Krchovský und Zuzana Lazarová.
Cikáns Erstübersetzung von Josef Váchals Buch Der blutige Roman, das der Autor im Jahr 1924 als bibliophiles Gesamtkunstwerk herausgegeben hat, folgt im Buchsatz Zeile für Zeile dem Original. Das ist erwähnenswert, weil Cikán in der Übersetzung auf diese Weise zahlreiche absichtliche, sinnverzerrende „Setzfehler“ und graphische Eigenheiten nachahmen konnte. Cikáns ausführlicher Kommentar zum Blutigen Roman wurde ins Tschechische übersetzt.
Aus dem Altgriechischen übersetzte Cikán gemeinsam mit Georg Danek den Roman Daphnis und Chloë von Longos, wobei das Besondere an dieser Übersetzung darin liegt, dass Danek und Cikán die antike Kunstprosa des Longos in „Verse“ gegliedert und somit die rhythmische Struktur sowie stilistische Mittel wie den Endreim sichtbar gemacht und ins Deutsche übertragen haben. Originaltext und Kommentar der zweisprachigen Ausgabe sind auf dem aktuellen Stand der Forschung. Der Kommentar ist zugleich leserfreundlich, weil die meisten Vergleichstexte in poetischen Neuübersetzungen angeführt sind. Cikáns und Daneks Übersetzung wurde von der Fachwelt positiv aufgenommen. Besonders positiv äußerten sich Dirk Uwe Hansen, Ingela Nilsson, und Anton Bierl. Ebenfalls positiv, wenn auch in Bezug auf einige übersetzerische Details kritisch, war die Rezension von Niklas Holzberg.
Mit dem Werkzeug eines klassischen Philologen geht Cikán als Herausgeber auch bei tschechischen oder deutschsprachigen Büchern vor. Im Falle seiner zweisprachigen Ausgabe von Karel Hlaváčeks Band Spät gegen Morgen berücksichtigte er für die Herstellung des tschechischen Texts erstmals auch das Manuskript und fasste die Abweichungen von der Erstausgabe in einem textkritischen Apparat zusammen. Für seine Ausgabe des Bands Von denen Husaren und anderen Seil-Tänzern von H.C. Artmann forschte er erstmals Artmanns Quellen aus, analysierte sie im Kommentar und konnte außerdem Setzfehler in den vielen fremdsprachigen Zitaten ausmachen.
Im Dezember 2023 wurde Cikán der mit 10.000 Euro dotierte „Österreichische Staatspreis für literarische Übersetzung“ zuerkannt.

## Publikationen

### Buchpublikationen auf Deutsch
- Menandros und Thaïs, Roman, Wien, 2011, ISBN 978-3-902800-01-5
- Prinz Aberjaja, Kurzepos, Wien, 2013 (zwei Auflagen, die zweite ist von minderer Druckqualität), ISBN 978-3-902800-09-1
- Der Reisende – Band 1: Du bist die Finsternis, Roman, Wien, 2017, ISBN 978-3-99001-206-2
- Wynfried Schecke zu Gülitz: Margot – Vom Leben einer Baroness und vom Leiden ihres Pferdes, Kurzroman, Wien und Prag, 2019, ISBN 978-3-903124-10-3
- Manifest des Musismus, gemeinsam mit Anatol Vitouch, Wien und Prag, 2021, ISBN 978-3-903124-07-3
- Mein Liebling ist Gewölk, Liebesgedichte und Mikroromane, Wien und Prag, 2021, ISBN 978-3-903124-21-9
- Blühende Dämonen, Nocturno für Eurydike und mehr, Wien und Prag, 2023, ISBN 978-3-903124-33-2

### Buchpublikationen auf Tschechisch
- Nejsladší potrava [Süßeste Nahrung], Gedichte, Wien und Prag, 2020, ISBN 978-3-903124-12-7
- Kommentář ke Krvavému románu Josefa Váchala [Kommentar zum Blutigen Roman Josef Váchals], Wien und Prag, ISBN 978-3-903124-16-5
- Manifest Múzismu, gemeinsam mit Anatol Vitouch, Wien und Prag, 2021, ISBN 978-3-903124-07-3

### Filmregie
- Menandros & Thaïs, 129 Min., CZ/AT 2016
- Prinz Aberjaja, 10 Min., AT/CZ 2017

### Übersetzungen ins Deutsche
- Karel Hynek Mácha: Mai / Máj, Wien, 2012, ISBN 978-3-902800-04-6 (Erweiterte und verbesserte Neuauflage 2020, s. u.)
- J.H. Krchovský: Mumie auf Reisen – Ein Epos und weitere Gedichte, Wien und Prag, 2018, ISBN 978-3-903124-00-4
- Longos: Daphnis und Chloë – Ein poetischer Hirtenroman, übersetzt und kommentiert von Ondřej Cikán und Georg Danek, Wien und Prag, 2018, ISBN 978-3-903124-01-1
- Zuzana Lazarová: Das eiserne Hemd – Lilith und weitere Gedichte, Wien und Prag, 2018, ISBN 978-3-903124-02-8
- Vítězslav Nezval: Valerie und die Woche der Wunder, Wien und Prag, 2018, ISBN 978-3-903124-06-6
- Josef Váchal: Der blutige Roman – Versuch um den Typus des idealen Schundromans, mit Kommentar, Wien und Prag, 2019, ISBN 978-3-903124-03-5
- Karel Hynek Mácha: Briefe im Feuer, Wien und Prag, 2019, ISBN 978-3-903124-04-2
- Otokar Březina: Geheimnisvolle Weiten, Wien und Prag, 2019, ISBN 978-3-903124-08-0
- Karel Hynek Mácha: Mai / Máj, Wien und Prag, 2020, ISBN 978-3-903124-09-7
- J.H. Krchovský: Als ob, Wien und Prag, 2020, ISBN 978-3-903124-15-8
- August Vojtěch Nevšímal: Tollenstein – Geheimnisse der Burg Tollenstein, Wien und Prag, 2020, ISBN 978-3-903124-11-0
- Ondřej Hložek: Trautes Heim, Wien und Prag, 2020, ISBN 978-3-903124-13-4
- Vítězslav Nezval: Sexuelles Nocturno – Geschichte einer demaskierten Illusion, Wien und Prag, 2020, ISBN 978-3-903124-18-9
- Sajath-Nova: Die ganze Welt / Թամամ աշխար, Wien und Prag, 2020, ISBN 978-3-903124-19-6
- Karel Hlaváček: Spät gegen Morgen, Wien und Prag, 2021, ISBN 978-3-903124-18-9
- Vítězslav Nezval: Ein Dichter bei Nacht – Anthologie der Gedichte mit einem Krimi von Karel Čapek und der Zone von Guillaume Apollinaire im Anhang, Wien und Prag, 2021, ISBN 978-3-903124-20-2
- Iveta Ciprysová: Auf der Speerspitze des Brunnens, Wien und Prag, 2022, ISBN 978-3-903124-30-1
- Julius Zeyer: Radús und Mahulena, Wien und Prag, 2022, ISBN 978-3-903124-28-8
- Egon Bondy: In Straßenbahnen, Wien und Prag, 2023, ISBN 978-3-903124-25-7
- Ivo Vodseďálek: Am Esstisch, Wien und Prag, 2023, ISBN 978-3-903124-26-4

### Übersetzungen ins Tschechische
- Digenis Akritis – Byzantský epos o Dvojrodém Hraničáři, übersetzt und kommentiert von Ondřej Cikán und Markéta Kulhánková, Červený kostelec, 2018, ISBN 978-80-7465-342-1
- Rainer Maria Rilke: Kornet – Píseň o lásce a smrti korneta Kryštofa Rilkeho / Die Weise von Liebe und Tod des Cornets Christoph Rilke, Wien und Prag, 2019, ISBN 978-3-903124-05-9

### Herausgeberschaft
- H.C. Artmann: Von denen Husaren und anderen Seil-Tänzern, mit Kommentar, Wien und Prag, 2019, ISBN 978-3-903124-23-3

### Publikationen durch denVerein zur Unterstützung märchenhaften Theaters
- Frühling, Gedichte, Wien, 2005
- Dracula, Romänchen, Wien, 2006
- Wüste, Gedichte, Wien, 2006
- Marmor, Theaterstücke Pyrrha und Gorgo, Wien, 2006
- Das Ungeheuer, Romänchen, Wien, 2007
- Karel Čapek: Der Dichter / Básník, eine Kriminalgeschichte, Wien, 2007 (überarbeitet in: Nezval 2021, s. o.)
- Billige Geschichten 1, Prosa, Wien, 2008
- Frankensteins Unhold Frankenstein, Romänchen, Wien, 2008
- Im Bad, Theaterstücke Tragödienwanne und Batseba, Wien, 2008
- Gedichte aus New Mexico, Gedichte, Wien, 2009
- Dunkle Geschenke, Gedichte, Wien, 2010
- Opferung, Gedichte, Wien, 2010
- Der Obszöne Urlaub, Gedichte von Ondřej Cikán und Anatol Vitouch, Wien, 2011

### Theateraufführungen und szenische Lesungen (Auswahl)
- Tragödieninsel, ehem. Spielbar des Wiener Volkstheaters, 2000
- Prinzessinnen, Festsaal des AkG, Wien, 2002
- Im Bad (Tragödienwanne, Batseba), Kabelwerk, Wien, 2003
- Marmor (Pyrrha, Gorgo), Café Nil, Wien, 2006
- Menandros und Thaïs, Rote Bar des Wiener Volkstheaters, 2011
- Gorgó, Divadlo X10, Prag, Regie: Antonín Šilar und Ondřej Cikán, 2022

### Sonstige
- Bei einem Teich, Lied, vertont von Jury Everhartz, 2003[26]
- Gedichte aus New Mexico, erschienen im Sammelband 17. Open Mike (Hg. Literaturwerkstatt Berlin), München, 2009, ISBN 978-3-86906-075-0
- Gongyla, Erzählung, erschienen im Sammelband Blinde Liebe (Hg. Anna Maria Wallner), Wien, 2010, ISBN 978-3-99001-011-2
- Odysseus – Die Straßenbahnfahrt, Hörspiel-CD, Wien, 2011
- Einige Übersetzungen tschechischer Lyrik und etwas mehr hat in den Roman Küss mich, Libussa von Sophie Strohmeier Eingang gefunden, Wien, 2013, ISBN 978-3-99001-059-4
- Duben, Übersetzung des Gedichts über den Monat April aus einem neulateinischen Kalender ins Tschechische, erschienen in Fasti Austriae 1736, Wien, 2015, ISBN 978-3-70690-843-6
- Unter anderem der Text des Kaninchenlieds und eine erweiterte Übersetzung von Sappho 94D fanden Eingang in den von Hans Wagner komponierten Soundtrack zum Film Menandros & Thaïs, 2016[27]
- Musische Heiligengeschichten oder Die Wiese der Musen, Sammlung von Erzählungen, erschienen im deutschen Original sowie in englischer Übersetzung von Emma Rault im Band Jürgen Kleft: Shellpunk, Hamburg, 2017, ISBN 978-3-86485-182-7
- Das Nachwort zu J.H. Krchovský: Mumie auf Reisen (s. o.) enthält Neuübersetzungen von Einzelgedichten von Egon Bondy, František Gellner, Otokar Březina und der lateinischen Carmina Priapea.
- Der Anhang zu Karel Hlaváček: Spät gegen Morgen (s. o.) enthält ein neuübersetztes Gedicht von Paul Verlaine und ein erstübersetztes Gedicht des französischen Symbolisten Édouard Dubus.
- Cikáns Querschnitt durch die tschechische Dichtung in: Ostragehege 97, 2020, S. 66–93, enthält neben Proben aus seinen in Buchform erschienenen Übersetzungen auch Gedichte von Heinrich dem Jüngeren von Podiebrad, Ján Kollár, Siegfried Kapper, Antonín Sova, Josef Václav Sládek, Jan Neruda, Vladimír Holan, František Hrubín, František Halas, Egon Bondy und Ivo Vodseďálek. (Der Querschnitt enthält auch Dichterinnen, die von Frauen übersetzt wurden: z. B. Jana Černá und Tereza Semotamová, übersetzt von Martina Lisa; Sylva Fischerová, übersetzt von Daniela Pusch; oder Jitka N. Srbová und Hana Fousková, übersetzt von Julia Miesenböck.)
- Der Kommentar zu Longos: Daphnis und Chloë (s. o.) enthält Neuübersetzungen einiger Gedichte von Sappho, Anyte, Nossis u. v. m.